# Boscovich
Boscovich je Mjesečev krater promjera 46 km u središnjem dijelu površine vidljive strane. Dno mu je tamno, duboko 1,76 km i presječeno pukotinama koje se nazivaju Rimae Boscovich. Relativno velika starost kratera prepoznaje se po rubovma porušenim brojnim kasnijim udarima svemirskih tijela. Međunarodna astronomska unija imenovala ga je 1935. prema Ruđeru Boškoviću.

## Satelitski krateri
U blizini kratera Boscovich nalazi se šest manjih satelitskih kružnih kratera Boscovich A, Boscovich B, Boscovich C, Boscovich D, Boscovich E, Boscovich F i jedan eliptični Boscovich P.
| Boscovich | Širina  | Dužina  | Promjer |
| --------- | ------- | ------- | ------- |
| A         | 9,5° N  | 12,6° E | 6 km    |
| B         | 9,8° N  | 9,2° E  | 5 km    |
| C         | 8,5° N  | 12,0° E | 3 km    |
| D         | 9,0° N  | 12,2° E | 5 km    |
| E         | 9,0° N  | 12,7° E | 21 km   |
| F         | 10,6° N | 11,4° E | 5 km    |
| P         | 11,5° N | 10,3° E | 67 km   |